# Festival international du film d'Amiens
Le Festival international du film d'Amiens (FIFAM) est un festival international de cinéma créé en 1979 à Amiens. Il se tient, chaque année, pendant neuf jours au mois de novembre.
Festival généraliste, le Festival international du film d'Amiens propose chaque année une programmation d'environ 300 films tous métrages confondus (longs, moyens et courts mais aussi des documentaires, des fictions, de l’animation). Accueillant quelque 65 000 spectateurs et 350 professionnels du cinéma venus du monde entier, il compte parmi les 5 plus grands festivals du film en France.

## Historique
Les initiateurs étaient un groupe de jeunes étudiants cinéphiles, passionnés par un cinéma plutôt militant — voire très engagé — qui, frustrés par les limites de la programmation des salles commerciales et désirant donner de l'ampleur à leur consommation de films au ciné-club du campus (à l'époque l'« amphi 600 », avec le ciné-club anglo-saxon) et à l'association « Ciné-luttes » (séances mensuelles Place Dewailly), éditaient depuis plusieurs années une petite revue critique locale diffusée presque exclusivement sur les lieux estudiantins (facultés, restaurants et résidences universitaires) et par abonnement[réf. souhaitée].
C'est au fil des numéros successifs de « Ciné-critique », et après quelques épisodes animés par un forcing (parfois jugé alors trop provocateur par un public passif, classique ou familial, ne voyant dans le cinéma que de la pure détente) auprès des directeurs de salles commerciales locales pour exiger un minimum de respect des spectateurs (mise au point digne de ce nom sur l'écran, arrêt de ventes de sucreries et glaces en début de projection des films, non-ouverture des lumières des salles avant la fin de projection), que les noms de Jean-Pierre Garcia, Jean-Pierre Marcos, Jean-Pierre Bergeon, Gilles Laprévotte, etc. émergèrent sur la scène culturelle amiénoise.
En 2011, à l'issue du 31e FIFAM, Fabien Gaffez succède à Jean-Pierre Garcia (co-créateur et directeur historique du festival) à la direction artistique du Festival aux côtés d'Hélène Rigolle au Secrétariat général. En 2017, Annouchka de Andrade est nommée nouvelle directrice artistique du festival. En 2021, Marie-France Aubert succède à Annouchka de Andrade au poste de directrice artistique.

## Prix décernés
En tout, une dizaine de prix et mentions sont distribués dans trois compétitions officielles. Les prix sont remis aux lauréats lors de la cérémonie de clôture du festival.
Compétition internationale - Longs métrages
Plusieurs récompenses sont décernées par un jury de professionnels de l'audiovisuel et un prix par le public du festival :
- Grand Prix du long métrage - Licorne d'Or ;
- Prix spécial du jury pour le long métrage (prix non décerné depuis 2012) ;
- Prix de la ville d'Amiens ;
- Prix d'interprétation féminine ;
- Prix d'interprétation masculine ;
- Prix du public du meilleur long métrage. Après chaque séance des films de la compétition long métrage, des bulletins de vote sont mis à la disposition du public ;
- Prix SIGNIS du long métrage. Ce prix est décerné par un jury œcuménique composé de représentants de SIGNIS et récompense un film qui se distingue pour sa qualité cinématographique et pour les valeurs et thèmes qu’il véhicule.

Compétition européenne - Courts métrages Jeunes auteurs européens (JAE)
Cette compétition distingue la création cinématographique européenne de courts métrages :
- Prix Fémis. Ce prix du meilleur film est décerné par un jury composé de professionnels formés à La Fémis ;
- Prix des Enfants de la Licorne. Ce prix est décerné par un jury composé d'élèves de l’option cinéma/audiovisuel du lycée de La Hotoie d'Amiens ;
- Prix de la Maison d’Arrêt d’Amiens. Deux jurys de détenus (quartier femmes et quartier hommes) décernent chacun leur prix. L'ensemble des courts métrages en compétition sont diffusés sur le circuit vidéo interne de la maison d'arrêt d'Amiens ;
- Prix SIGNIS du court métrage.

Compétition française - Moyens métrages
Inaugurée en 2010, cette section compétitive aide à la diffusion des meilleurs moyens métrages français. Ce format concerne des films d’une durée comprise entre 30 et 59 minutes. Le prix du moyen métrage est décerné par un jury de professionnels de l'audiovisuel.
Pendant le festival, des Licorne d'Or d'honneur sont également décernées à des figures majeures du cinéma pour l’ensemble de leur carrière.

## Palmarès

### Grand prix du festival
| Grand Prix du long métrage - Licorne d’Or |                                                                  |                                 |                                        |
| Année                                     | Titre du film                                                    | Réalisateur                     | Nationalité                            |
| 1980                                      | OK Mister                                                        | Parviz Kimiavi                  | Iran                                   |
| 1982                                      | Les Enfants du Dimanche (Sonntagskinder)                         | Michael Verhoeven               | Allemagne                              |
| 1983                                      | Burning an Illusion                                              | Menelik Shabazz                 | Angleterre                             |
| 1984                                      | Le Courage des autres                                            | Christian Richard               | Burkina Faso                           |
| 1985                                      | Bâton Rouge                                                      | Rachid Bouchareb                | France                                 |
| 1986                                      | L'Homme dans la lune (Manden i månen)                            | Erik Clausen                    | Danemark                               |
| 1987                                      | Hollywood Shuffle                                                | Robert Townsend                 | États-Unis                             |
| 1988                                      | La Citadelle (El kalaa)                                          | Mohammed Chouikh                | Algérie                                |
| 1989                                      | Corps perdus                                                     | Eduardo de Gregorio             | France Argentine                       |
| 1990                                      | Au bout de la voie                                               | Dinu Tanase                     | Roumanie                               |
| 1991                                      | La femme de Benjamin (La mujer de Benjamín)                      | Carlos Carrera                  | Mexique                                |
| 1992                                      | Les Épices de la passion (Como agua para chocolate)              | Alfonso Arau                    | Mexique                                |
| 1993                                      | Le Fil de l'horizon (O Fio do Horizonte)                         | Fernando Lopes                  | Portugal                               |
| 1994                                      | Ils sont venus de la neige (Ap'to Hioni)                         | Sotíris Gorítsas                | Grèce                                  |
| 1995                                      | Visiblement je vous aime                                         | Jean-Michel Carré               | France                                 |
| 1996                                      | Le Village de mes rêves (Eno nakano bokuno mura)                 | Yōichi Higashi                  | Japon                                  |
| 1997                                      | Suzaku (Moe no suzaku)                                           | Naomi Kawase                    | Japon                                  |
| 1998                                      | Bajo California: El límite del tiempo                            | Carlos Bolado                   | Mexique                                |
| 1999                                      | Mort un jour de pleine lune (Purahanda Kaluwara)                 | Prasanna Vithanage              | Sri Lanka Japon                        |
| 2000                                      | Time's up!                                                       | Cecilia Barriga                 | Espagne                                |
| 2001                                      | Otilia Rauda                                                     | Dana Rotberg                    | Mexique Espagne                        |
| 2002                                      | Rachida                                                          | Yamina Bachir-Chouikh           | Algérie                                |
| 2003                                      | Song for a Raggy Boy                                             | Aisling Walsh                   | Irlande                                |
| 2004                                      | Gardien de buffles (Mùa len trâu)                                | Nguyễn Võ Nghiêm Minh           | Viêt Nam                               |
| 2005                                      | Attente (Intizar)                                                | Rashid Masharawi                | Palestine France                       |
| 2006                                      | 10 canoës, 150 lances et 3 épouses (Ten Canoes)                  | Rolf de Heer                    | Australie                              |
| 2007                                      | Ezra                                                             | Carlos Bolado                   | Mexique                                |
| 2008                                      | Teza                                                             | Hailé Gerima                    | Éthiopie                               |
| 2009                                      | Shirley Adams                                                    | Oliver Hermanus                 | Afrique du Sud                         |
| 2010                                      | Notre étrangère                                                  | Sarah Bouyain                   | France Burkina Faso                    |
| 2011                                      | Au cul du loup                                                   | Pierre Duculot                  | Belgique                               |
| 2012                                      | Offline                                                          | Peter Monsaert                  | Belgique                               |
| 2013                                      | Leçons d'harmonie (Uroki Garmoni)                                | Emir Baigazin                   | Kazakhstan Allemagne France            |
| 2014                                      | Ventos de Agosto                                                 | Gabriel Mascaro (en)            | Brésil                                 |
| 2015                                      | La Montagne magique                                              | Anca Damian                     | Roumanie Pologne France                |
| 2016                                      | Adieu Mandalay                                                   | Midi Z                          | Taïwan Birmanie France Allemagne       |
| 2017                                      | Wajib                                                            | Annemarie Jacir                 | Palestine France                       |
| 2018                                      | Leto                                                             | Kirill Serebrennikov            | Russie France                          |
| 2019                                      | Tu mourras à 20 ans                                              | Amjad Abou Alala                | Égypte                                 |
| 2020                                      | Kuessipan                                                        | Myriam Verreault                | Canada                                 |
| 2021                                      | Vous ne désirez que moi Employé/Patron (El empleado y el patron) | Claire Simon Manuel Nieto Zas   | France Uruguay Argentine Brésil France |
| 2023                                      | Mon pire ennemi El castillo (The Castle)                         | Mehran Tamadon Martín Benchimol | France Suisse Argentine France         |

### Prix spécial du jury
| Prix spécial du jury pour le long métrage - Licorne d'Argent |                                        |                              |                                                  |
| Année                                                        | Titre du film                          | Réalisateur                  | Nationalité                                      |
| 1980                                                         | Agripino                               | Jan Lindquist                | Suède                                            |
| 1982                                                         | Premier pas (Al-khutwat Al-ula)        | Mohamed Bouamari             | Algérie                                          |
| 1983                                                         | 1980                                   | Izzet Akay                   | Turquie                                          |
| 1984                                                         | Hunderennen                            | Bernard Šafařík              | Suisse                                           |
| 1985                                                         | Ablakon                                | Roger Gnoan M'Bala           | Côte d'Ivoire                                    |
| 1986                                                         | Diapasón                               | Jorge Polaco                 | Argentine                                        |
| 1987                                                         | Ma sœur Lucie                          | Yermek Shinarbayev           | Union soviétique                                 |
| 1988                                                         | Zan Boko                               | Gaston Kaboré                | Burkina Faso                                     |
| 1989                                                         | Badis                                  | Mohamed Abderrahman Tazi     | Maroc                                            |
| 1990                                                         | Dark City                              | Chris Curling                | Royaume-Uni Zimbabwe                             |
| 1991                                                         | Ava et Gabriel Blanc d'ébène           | Felix de Rooy Cheik Doukouré | Curaçao Guinée                                   |
| 1992                                                         | Les enfants de la grand-route          | Urs Egger                    | Suisse                                           |
| 1993                                                         | Cronos                                 | Guillermo del Toro           | Mexique                                          |
| 1994                                                         | Xime                                   | Sana Na N'Hada               | Guinée-Bissau                                    |
| 1995                                                         | Korea                                  | Cathal Black                 | Irlande                                          |
| 1996                                                         | La dama regresa                        | Jorge Polaco                 | Argentine                                        |
| 1997                                                         | La Cinquième saison (Fasl-e panjom)    | Rafi Pitts                   | Iran France                                      |
| 1998                                                         | Les Footeux (Boleiros)                 | Ugo Giorgetti                | Brésil                                           |
| 1999                                                         | La Coupe (Phörpa)                      | Khyentse Norbu               | Bhoutan Australie                                |
| 2000                                                         | Adanggaman                             | Roger Gnoan M'Bala           | Côte d'Ivoire                                    |
| 2001                                                         | Le Prix du pardon (Ndeysaan)           | Mansour Sora Wade            | Sénégal France                                   |
| 2002                                                         | Meisje                                 | Dorothée Van Den Berghe      | Belgique                                         |
| 2003                                                         | L'Autre                                | Benoît Mariage               | Belgique                                         |
| 2004                                                         | Ten'ja                                 | Hassan Legzouli              | Maroc                                            |
| 2005                                                         | Las Vueltas del citrillo               | Felipe Cazals                | Mexique                                          |
| 2006                                                         | Rêves de poussière                     | Laurent Salgues              | France Canada Burkina Faso                       |
| 2007                                                         | Meng Na Li Sha                         | Li Ying                      | Chine Japon                                      |
| 2008                                                         | Desierto adentro                       | Rodrigo Plá                  | Mexique                                          |
| 2009                                                         | Barking Water                          | Sterlin Harjo                | États-Unis                                       |
| 2010                                                         | Le Voleur de lumière (Svet-Ake)        | Aktan Arym Kubat             | Kirghizistan France Allemagne Pays-Bas           |
| 2011                                                         | El Campo                               | Hernán Belón                 | Argentine Italie France                          |
| 2012                                                         | Công Binh, la longue nuit indochinoise | Lam Lê                       | France                                           |
| 2017                                                         | Le Rire de Madame Lin                  | Zhang Tao                    | Chine France Hong Kong                           |
| 2018                                                         | We the Animals                         | Jeremiah Zagar               | États-Unis                                       |
| 2019                                                         | Made in Bangladesh                     | Rubaiyat Hossain             | Bangladesh France Danemark Portugal              |
| 2020                                                         | Sanctorum                              | Joshua Gil                   | Mexique                                          |
| 2021                                                         | Nuit de feu (Noche de fuego)           | Tatiana Huezo                | Mexique Allemagne Brésil Qatar Suisse États-Unis |
| 2023                                                         | Sans cœur (Sem Coração)                | Nara Normande                | Portugal                                         |

### Prix de la ville d'Amiens
| Prix de la ville d'Amiens |                                                       |                                 |                                   |
| Année                     | Titre du film                                         | Réalisateur                     | Nationalité                       |
| 1980                      | Cauchemar parfumé (Mababangong bangungot)             | Kidlat Tahimik                  | Philippines                       |
| 1982                      | Post Mortem                                           | Uptalandu Chakraborty           | Inde                              |
| 1983                      | Nelisita                                              | Ruy Duarte de Carvalho          | Angola                            |
| 1984                      | Community Plot                                        | J.T.Orinne Takagi               | États-Unis                        |
| 1985                      | Ablakon                                               | Roger Gnoan M'Bala              | Côte d'Ivoire                     |
| 1987                      | Histoire d'Orokia                                     | Jacques Oppenheim et Sou Jacob  | Burkina Faso                      |
| 1989                      | Flying Fox in a Freedom Tree                          | Martyn Sanderson                | Nouvelle-Zélande                  |
| 1990                      | Kindergarten                                          | Jorge Polaco                    | Argentine                         |
| 1991                      | Small Time                                            | Norman Loftis                   | États-Unis                        |
| 1992                      | Gito, l'ingrat                                        | Léonce Ngabo                    | Burundi                           |
| 1993                      | Little Dreams Youcef, la légende du septième dormant  | Khaled El Hagar Mohamed Chouikh | Égypte Algérie                    |
| 1994                      | Bienvenido-Welcome                                    | Gabriel Retes                   | Mexique                           |
| 1996                      | Malik le maudit                                       | Youcef Hamidi                   | France                            |
| 1997                      | Le Gone du Chaâba                                     | Christophe Ruggia               | France                            |
| 1998                      | Walls within Death on a full moon day (Pawaru Walalu) | Prasanna Vithanage              | Sri Lanka                         |
| 1999                      | Ressources humaines                                   | Laurent Cantet                  | France                            |
| 2000                      | Samia                                                 | Philippe Faucon                 | France                            |
| 2001                      | Inch'Allah dimanche                                   | Yamina Benguigui                | France Algérie                    |
| 2002                      | Nha fala                                              | Flora Gomes                     | Guinée-Bissau                     |
| 2003                      | Zaman, l'homme des roseaux                            | Amer Alwan                      | France Irak                       |
| 2004                      | Les Suspects                                          | Kamal Dehane                    | Belgique Algérie                  |
| 2005                      | Arlit, deuxième Paris                                 | Idrissou Mora Kpaï              | Bénin France                      |
| 2006                      | Un mundo maravilloso                                  | Luis Estrada                    | Mexique                           |
| 2007                      | El Asaltante                                          | Pablo Fendrik                   | Argentine                         |
| 2008                      | L'Anniversaire de Leila (Laila's Birthday)            | Rashid Masharawi                | Palestine Tunisie Pays-Bas        |
| 2009                      | Dan et Aaron (Frères)                                 | Igaal Niddam                    | Suisse                            |
| 2010                      | La Société du feu rouge (La Sociedad del Semaforo)    | Rubén Mendoza                   | Colombie France Espagne Allemagne |
| 2011                      | Louise Wimmer                                         | Cyril Mennegun                  | France                            |
| 2012                      | Yema                                                  | Djamila Sahraoui                | Algérie France                    |
| 2013                      | Des chevaux et des hommes (Hross í oss)               | Benedikt Erlingsson             | Islande Allemagne                 |
| 2014                      | L'Abri                                                | Fernand Melgar                  | Suisse                            |
| 2015                      | Eva ne dort pas (Eva no duerme)                       | Pablo Agüero                    | Argentine                         |
| 2016                      | Hedi, un vent de liberté (Inhebbek Hedi)              | Mohamed Ben Attia               | Tunisie Belgique France           |
| 2017                      | Ceux du rivage                                        | Tamara Stepanyan                | Arménie France Liban Qatar        |
| 2018                      | Terra Franca                                          | Leonor Teles                    | Portugal                          |

### Prix du public
| Prix du public du meilleur long métrage |                                                                                |                                    |                                        |
| Année                                   | Titre du film                                                                  | Réalisateur                        | Nationalité                            |
| 1980                                    | Le Chant de Jimmy Blacksmith (The Chant of Jimmie Blacksmith)                  | Fred Schepisi                      | Australie                              |
| 1983                                    | Bless Their Little Hearts                                                      | Billy Woodberry                    | États-Unis                             |
| 1984                                    | Joe's Bed-Stuy Barbershop: We Cut Heads                                        | Spike Lee                          | États-Unis                             |
| 1985                                    | L'École du flamenco                                                            | Reni Mertens et Walter Marti       | Suisse                                 |
| 1994                                    | L'Âme des guerriers (Once Were Warriors) Le Démon au féminin                   | Lee Tamahori Hafsa Zinaï Koudil    | Nouvelle-Zélande Algérie               |
| 1995                                    | Mujeres insumisas                                                              | Alberto Isaac                      | Mexique                                |
| 1996                                    | Flame                                                                          | Ingrid Sinclair                    | Zimbabwe                               |
| 1997                                    | Le Gone du Chaâba                                                              | Christophe Ruggia                  | France                                 |
| 1998                                    | Smoke Signals                                                                  | Chris Eyre                         | États-Unis                             |
| 1999                                    | Propaganda (en)                                                                | Sinan Çetin                        | Turquie                                |
| 2000                                    | Ali Zaoua prince de la rue                                                     | Nabil Ayouch                       | Maroc                                  |
| 2001                                    | Herencia                                                                       | Paula Hernández                    | Argentine                              |
| 2002                                    | Rachida                                                                        | Yamina Bachir-Chouikh              | Algérie                                |
| 2003                                    | Song for a Raggy Boy                                                           | Aisling Walsh                      | Irlande                                |
| 2004                                    | Próxima Salida                                                                 | Nicolás Tuozzo                     | Argentine                              |
| 2005                                    | Le Petit Peintre du Rajasthan (ou Pourquoi le Dieu a ri ?) (Darpan ke peechhe) | Rajkumar Bhan                      | Inde                                   |
| 2006                                    | Un mundo maravilloso                                                           | Luis Estrada                       | Mexique                                |
| 2007                                    | Ezra                                                                           | Newton Aduaka                      | Nigeria                                |
| 2008                                    | Louise-Michel                                                                  | Gustave Kervern et Benoît Delépine | France                                 |
| 2009                                    | Les Barons                                                                     | Nabil Ben Yadir                    | Belgique France                        |
| 2010                                    | Oxygène (Adem)                                                                 | Hans Van Nuffel                    | Belgique Pays-Bas                      |
| 2011                                    | Au cul du loup                                                                 | Pierre Duculot                     | Belgique                               |
| 2012                                    | La Vierge Margarida (A Virgem Margarida)                                       | Licínio Azevedo                    | Mozambique France Portugal             |
| 2013                                    | When I Saw You (Lamma shoftak)                                                 | Annemarie Jacir                    | Jordanie Palestine Émirats arabes unis |
| 2014                                    | Charlie's Country                                                              | Rolf de Heer                       | Australie                              |
| 2015                                    | Parasol                                                                        | Valéry Rosier                      | Belgique                               |
| 2016                                    | Wùlu                                                                           | Daouda Coulibaly                   | France Sénégal Mali                    |
| 2017                                    | Wajib                                                                          | Annemarie Jacir                    | Palestine France                       |
| 2018                                    | Compañeros (La noche de 12 años)                                               | Álvaro Brechner                    | Uruguay Espagne France Argentine       |
| 2019                                    | Made in Bangladesh                                                             | Rubaiyat Hossain                   | Bangladesh France Danemark Portugal    |
| 2021                                    | Mes frères et moi                                                              | Yohan Manca                        | France                                 |
| 2023                                    | Bye Bye Tibériade                                                              | Lina Soualem                       | France Belgique Palestine Qatar        |
| 2024                                    | Mon gâteau préféré                                                             | Maryam Moqadam, Behtash Sanaeeha   | Iran France Allemagne Suède            |

### Grand Prix Moyen-Métrage
| Grand Prix du moyen métrage |                                                        |             |             |
| Année                       | Titre du film                                          | Réalisateur | Nationalité |
| 2023                        | Le Bruit de l'eau, le gris du parking - le vert 31 min | Théo Sauvé  |             |

### Grand Prix Court-Métrage
| Grand Prix du court métrage - Prix SIGNIS |                                                          |                      |             |
| Année                                     | Titre du film                                            | Réalisateur          | Nationalité |
| 2018                                      | Diptych (When I grow up i want to be a Black Man) 11 min | Kiira Benzing        | États-Unis  |
| 2019                                      | Brotherhood 25 min                                       | Meryam Joobeur       |             |
| 2020                                      | Asho 29 min                                              | Jafar Najafi         | Iran        |
| 2021                                      | Good thanks, you? 13 min                                 | Molly Manning Walker | Royaume-Uni |
| 2023                                      | Mast-del 17 min                                          | Maryam Tafakory      |             |

### Prix du Jury étudiants
| Prix du Jury étudiants UPJV |                    |                                  |                             |
| Année                       | Titre du film      | Réalisateur                      | Nationalité                 |
| 2018                        | We the Animals     | Jeremiah Zagar                   | États-Unis                  |
| 2019                        | Balloon (Qi qiu)   | Pema Tseden                      | Chine                       |
| 2021                        | Un monde           | Laura Wandel                     | Belgique                    |
| 2023                        | The Bride          | Myriam Uwiragiye Birara          | Rwanda                      |
| 2024                        | Mon gâteau préféré | Maryam Moqadam, Behtash Sanaeeha | Iran France Allemagne Suède |

### Mention spéciale étudiants
| Mention spéciale étudiants UPJV |                 |                |               |
| Année                           | Titre du film   | Réalisateur    | Nationalité   |
| 2023                            | Mon pire ennemi | Mehran Tamadon | France Suisse |

### Grand Prix Documentaire
| Grand Prix Documentaire |                                                    |               |                                                        |
| Année                   | Titre du film                                      | Réalisateur   | Pays d'origine                                         |
| 2019                    | Poètes du ciel (Poetas del cielo, Sky Poets)       | Emilio Maillé | Brésil France Mexique                                  |
| 2020                    | En route pour le milliard (Downstream to Kinshasa) | Dieudo Hamadi | France Qatar Belgique République démocratique du Congo |
| 2021                    | Marin des montagnes (Marinheiro das montanhas)     | Karim Aïnouz  | Brésil France Allemagne                                |

### Prix Documentaire
| Prix Documentaire - documentaire sur grand écran |                     |                   |                                                         |
| Année                                            | Titre du film       | Réalisateur       | Pays d'origine                                          |
| 2018                                             | Djamilia            | Aminatou Échard   | France                                                  |
| 2019                                             | Talking About Trees | Suhaib Gasmelbari | France Soudan Tchad Allemagne Qatar Émirats arabes unis |
| 2021                                             | Zinder              | Aicha Macky       | Niger France Allemagne Afrique du Sud                   |
| 2023                                             | Anhell69            | Theo Montoya      | Colombie Roumanie France Allemagne                      |

## Hommages
Depuis sa création, le FIFAM rend hommage à des figures remarquables du cinéma mondial. Ces derniers reçoivent une Licorne d’Or d'honneur pour l’ensemble de leur carrière.
| - Merzak Allouache Algérie (1980) - René Vautier France (1982) - Mohammed Lakhdar-Hamina Algérie (1982) - Hailé Gerima Éthiopie États-Unis (1982) - Chris Austin Afrique du Sud (1983) - Jorge Sanjinés Bolivie (1983) - Gaston Kaboré Burkina Faso (1983) - Paul Robeson États-Unis (1984) - Yilmaz Guney Turquie (1984) - Gordon Parks États-Unis (1985) - Carlos Reichenbach Brésil (1985) - Ana Carolina Texeira Soares Brésil (1985) - Pierre Chenal France (1986) - Paul Leduc Mexique (1986) - Budd Boetticher États-Unis (1987) - Monte Hellman États-Unis (1988) - Dennis Hopper États-Unis (1988) - G. Aravindan Inde (1988) - Sammo Hung Hong Kong (1989) - Edgar George Ulmer États-Unis (1989) - Mahmoud Zemmouri Algérie (1990) - Jack Arnold États-Unis (1990) - Jan Švankmajer Tchécoslovaquie (1990) - Mike Leigh Angleterre (1991) - Robert Parrish États-Unis (1991) - Ahn Sung-ki Corée du Sud (1992) - Joe Dante États-Unis (1992) - Germán Robles Mexique (1992) - Sotigui Kouyaté Burkina Faso (1993) - Sam Peckinpah États-Unis (1993) | - Kris Kristofferson États-Unis (1993) - Jacklyn Jose Philippines (1994) - Robert Aldrich États-Unis (1994) - Jorge Silva Melo Portugal (1994) - Adela Sequeyro Mexique (1994) - Lionel Ngakane Afrique du Sud (1996) - Shōhei Imamura Japon (1996) - Albert Isaac Bezzerides États-Unis (1996) - Khuong Mê Viêt Nam (1997) - Willy Holt France (1997) - Don Siegel États-Unis (1997) - Tony Gatlif France (1997) - Marcos Magalhães Brésil (1998) - Djibril Diop Mambety Sénégal (1998) - Jerry Schatzberg États-Unis (1999) - Alexis Damianos Grèce (1999) - Samba Félix Ndiaye Sénégal (1999) - Jaime Humberto Hermosillo Mexique (2000) - James Coburn États-Unis (2000) - James B. Harris États-Unis (2001) - Ildikó Enyedi Hongrie (2001) - Balla Moussa Keïta Mali (2001) - Annie Girardot France (2001) - Gaston Kaboré Burkina Faso (2002) - Jean-François Stévenin France (2002) - John Sayles États-Unis (2003) - Frank Beyer Allemagne (2003) - Hugo Fregonese Argentine (2003) - Haskell Wexler États-Unis (2004) - Mweze Ngangura République démocratique du Congo (2004) | - Ti Lung Hong Kong (2004) - Souleymane Cissé Mali (2005) - Francis Blanche France (2005) - Pen-ek Ratanaruang Thaïlande (2006) - Jillali Ferhati Maroc (2006) - Mario Brenta Italie (2006) - Guillermo Del Toro Mexique (2006) - Sembène Ousmane Sénégal (2007) - Karel Reisz Royaume-Uni et Betsy Blair États-Unis (2007) - Jean-Louis Comolli France (2007) - Claude Chabrol France (2008) - Mark Rydell États-Unis (2008) - Cheik Doukouré Guinée (2008) - Türkân Şoray Turquie (2009) - Guillermo Arriaga Mexique (2009) - Jeon Soo-il Corée du Sud (2009) - Flora Gomes Guinée-Bissau (2009) - Stephen Frears Royaume-Uni (2010) - Carlos Reichenbach Brésil (2010) - Alexandre Petrov Russie (2010) - Tony Gatlif France (2010) - Joe Dante États-Unis (2011) - Mohammad Rasoulof Iran (2011) - Djamel Bensalah France (2011) - Philippe Mory Gabon (2011) - Raoul Peck Haïti (2012) - Ricardo Aronovich Argentine France (2012) - Vatroslav Mimica Croatie (2012) - Mike Hodges Royaume-Uni (2013) - Denis Lenoir France (2013) | - Asoka Handagama Sri Lanka (2013) - Lam Lê France Viêt Nam (2013) - Jean-Pierre Marielle France (2014) - Jean-Michel Kibushi République démocratique du Congo (2014) - Volker Koepp Allemagne (2014) - Vittorio Storaro Italie (2014) - John Landis États-Unis (2015) - Rui Poças Portugal (2015) - Timmy Yip Chine (2015) - Douglas Trumbull États-Unis (2016) - Đặng Nhật Minh Viêt Nam (2016) |

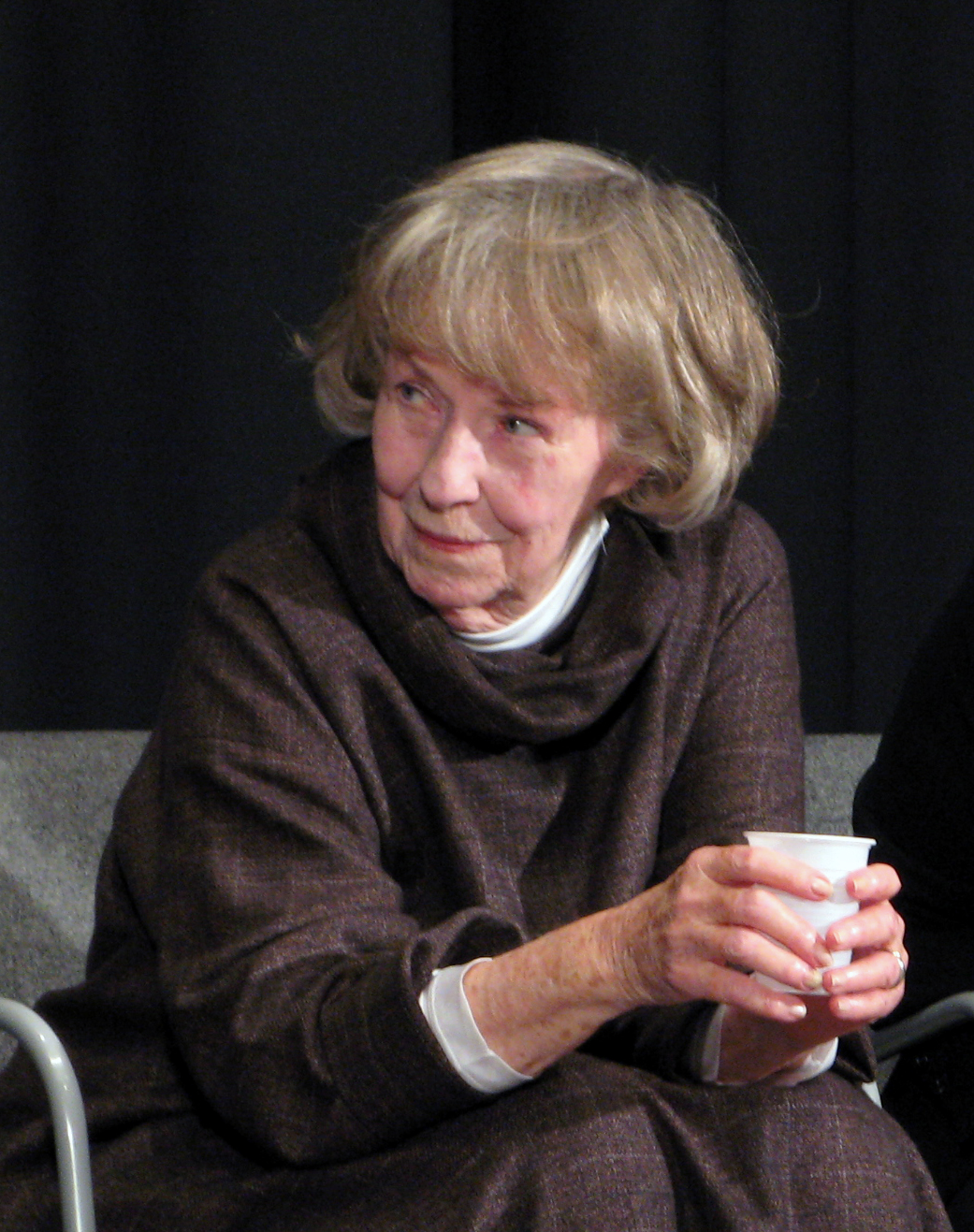
Betsy Blair en 2007.
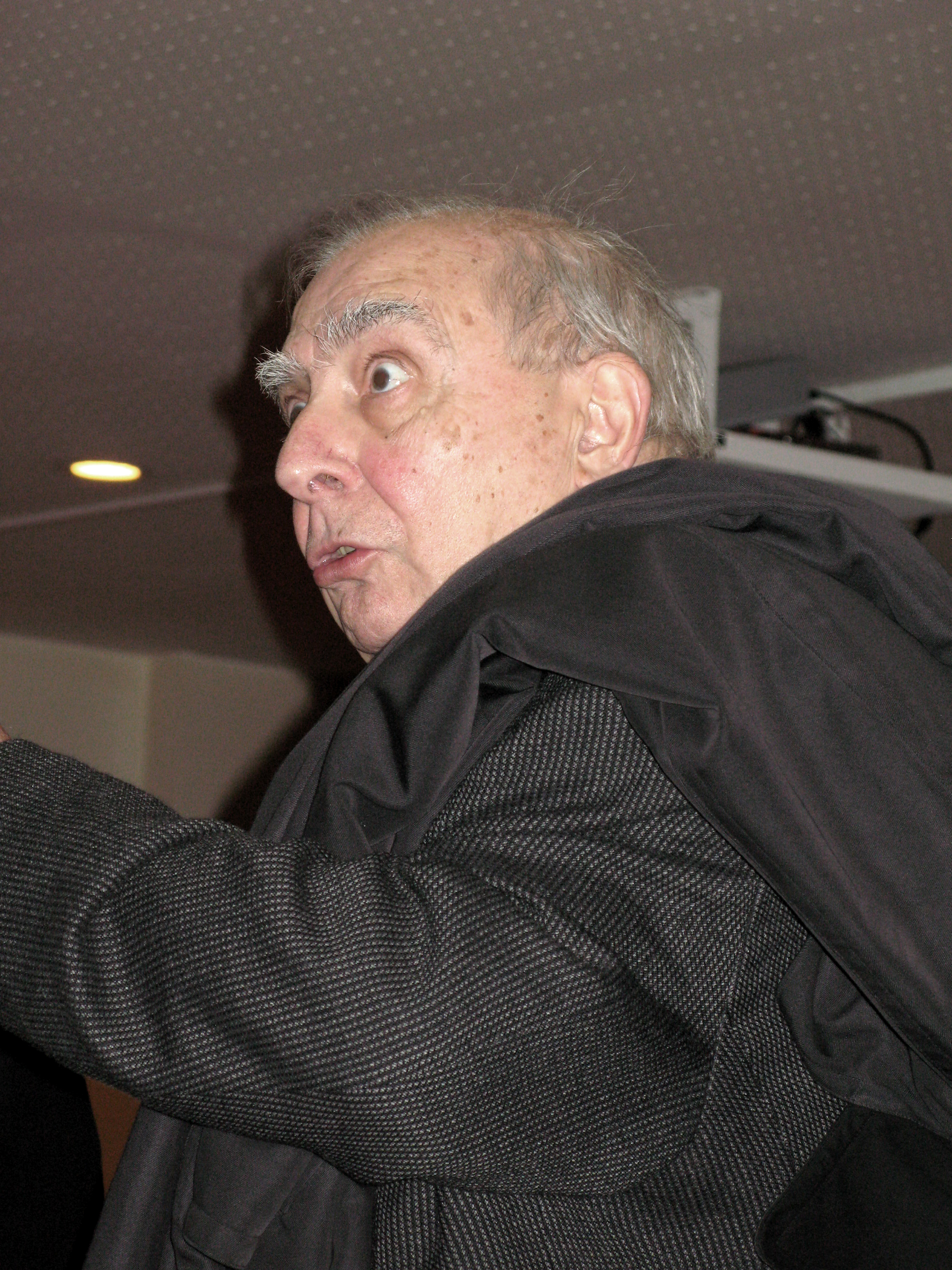
Claude Chabrol en 2008.
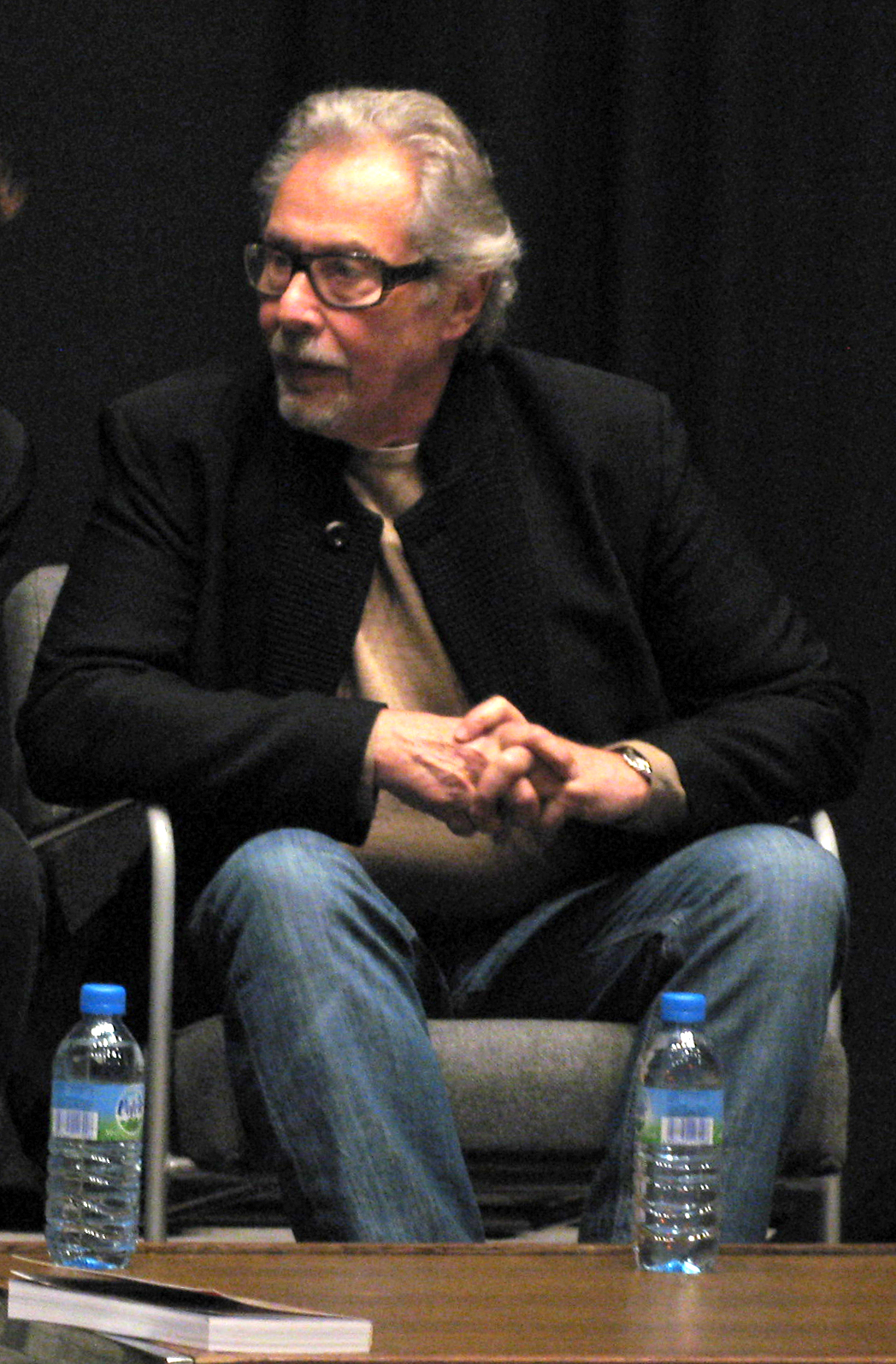
Mark Rydell en 2008.
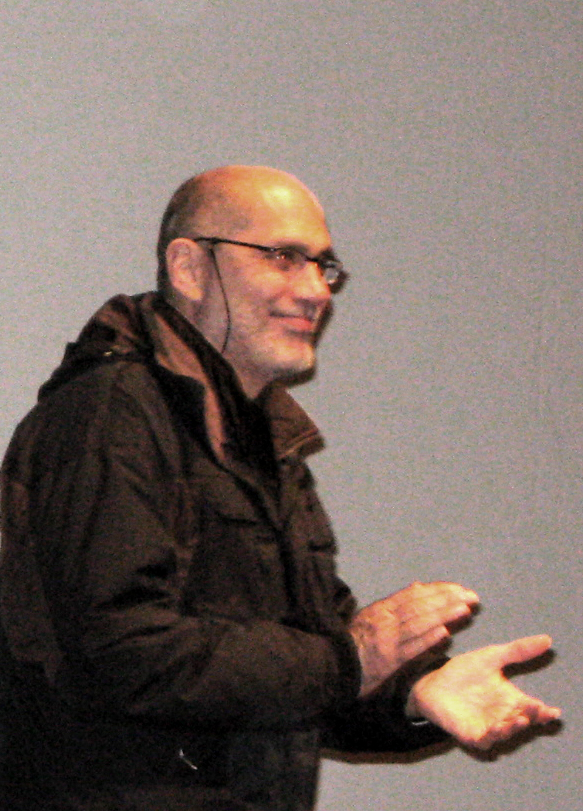
Guillermo Arriaga en 2009.
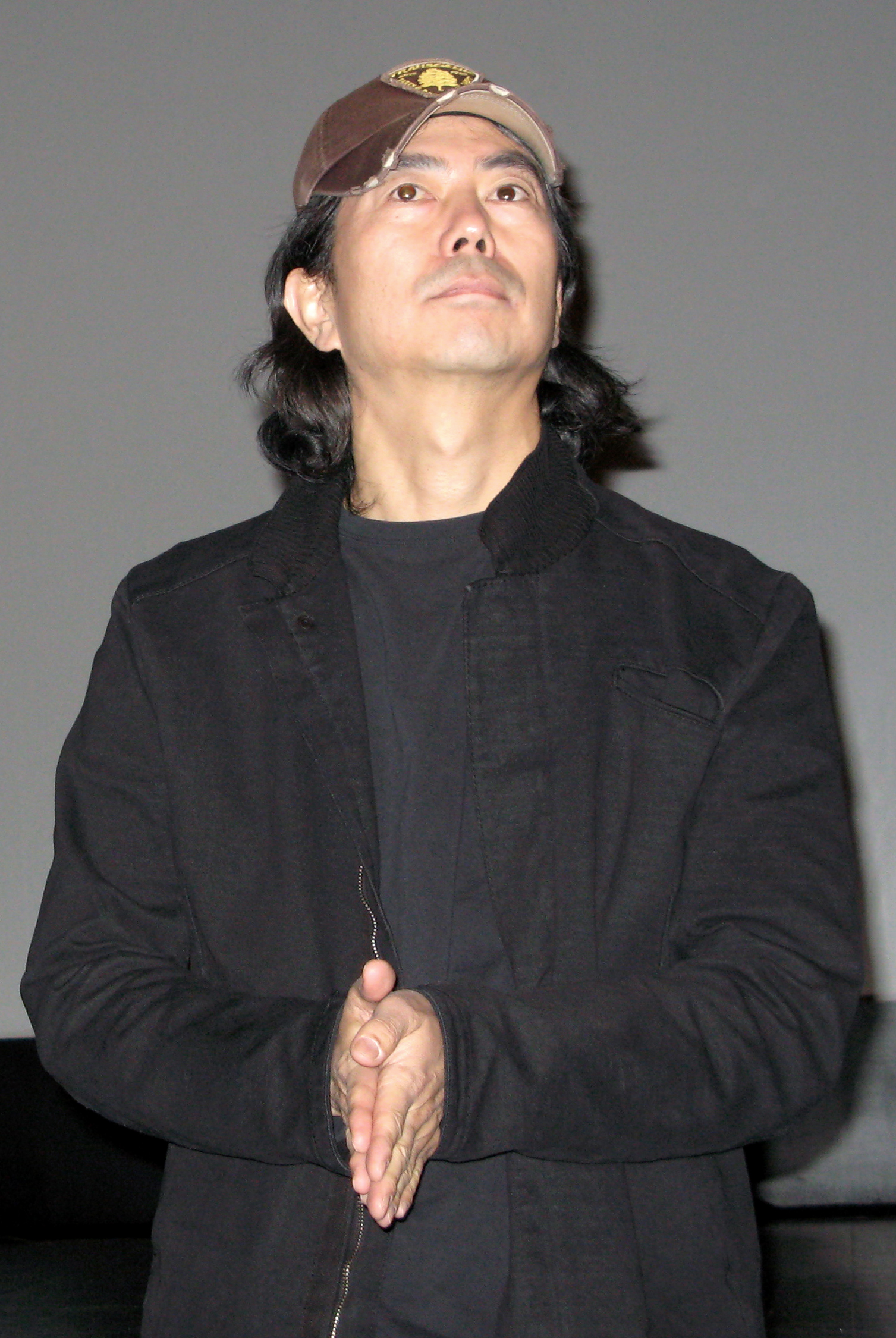
Jeon Soo-il en 2009.
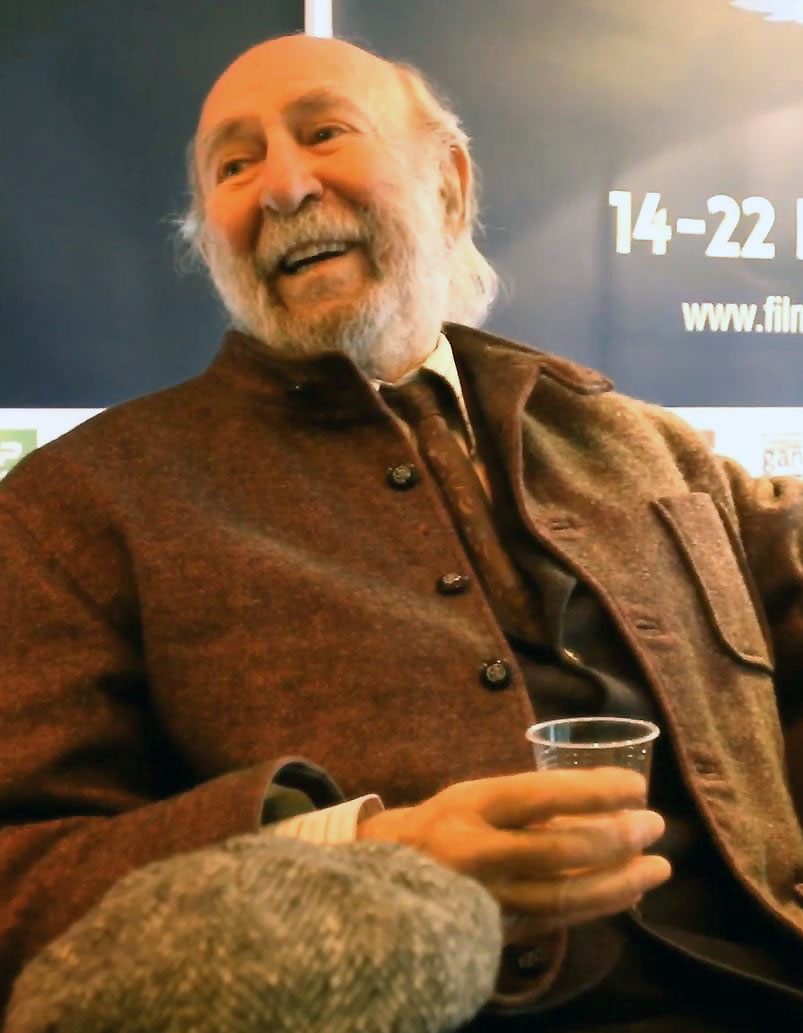
Jean-Pierre Marielle en 2014.
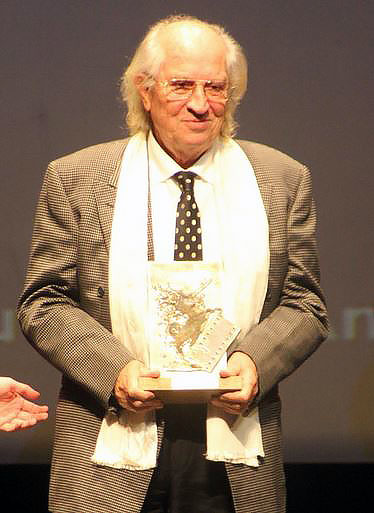
Vittorio Storaro en 2014.